# New World Interactive
New World Interactive est un studio américain de développement de jeu vidéo. Il est principalement connu pour le développement des jeux de tir à la première personne Insurgency (2014), Day of Infamy (2017) et Insurgency: Sandstorm (2018).
En août 2020, elle devient une filiale de Saber Interactive[réf. souhaitée].

## Historique
New World Interactive est fondé en 2010 et siège à Denver dans le Colorado.
En 2019, à la suite des bons résultats d'Insurgency: Sandstorm, un second studio, baptisé New World North, est fondé à Calgary au Canada.

## Jeux développés
| Titre                 | Date de sortie | Éditeur                | Plates-formes                                  |
| --------------------- | -------------- | ---------------------- | ---------------------------------------------- |
| Insurgency            | 2014           | New World Interactive  | Windows, Linux, macOS                          |
| Day of Infamy         | 2017           | New World Interactive  | Windows, Linux, macOS                          |
| Insurgency: Sandstorm | 2018           | Focus Home Interactive | Windows, Linux, macOS, PlayStation 4, Xbox One |